# Шевченко (Братська селищна громада)
Шевче́нко — село в Україні, у Братській селищній громаді Вознесенського району Миколаївської області. Населення становить 402 особи. До 2020 року орган місцевого самоврядування — Шевченківська сільська рада.

## Населення
Згідно з переписом УРСР 1989 року чисельність наявного населення села становила 407 осіб, з яких 211 чоловіків та 196 жінок.
За переписом населення України 2001 року в селі мешкали 394 особи.

### Мова
Розподіл населення за рідною мовою за даними перепису 2001 року:
| Мова       | Чисельність | Відсоток |
| ---------- | ----------- | -------- |
| українська | 370         | 92,04%   |
| румунська  | 20          | 4,98%    |
| російська  | 12          | 2,98%    |
| Усього     | 402         | 100%     |